# Heligmonevra madagascarensis
Heligmonevra madagascarensis är en tvåvingeart som först beskrevs av Stanley Willard Bromley 1942.  Heligmonevra madagascarensis ingår i släktet Heligmonevra och familjen rovflugor.
Artens utbredningsområde är Madagaskar. Inga underarter finns listade i Catalogue of Life.